# Apistogramma trifasciata
Apistogramma trifasciata är en fiskart som först beskrevs av Eigenmann och Kennedy, 1903.  Apistogramma trifasciata ingår i släktet Apistogramma och familjen Cichlidae. Inga underarter finns listade i Catalogue of Life.

## Bildgalleri

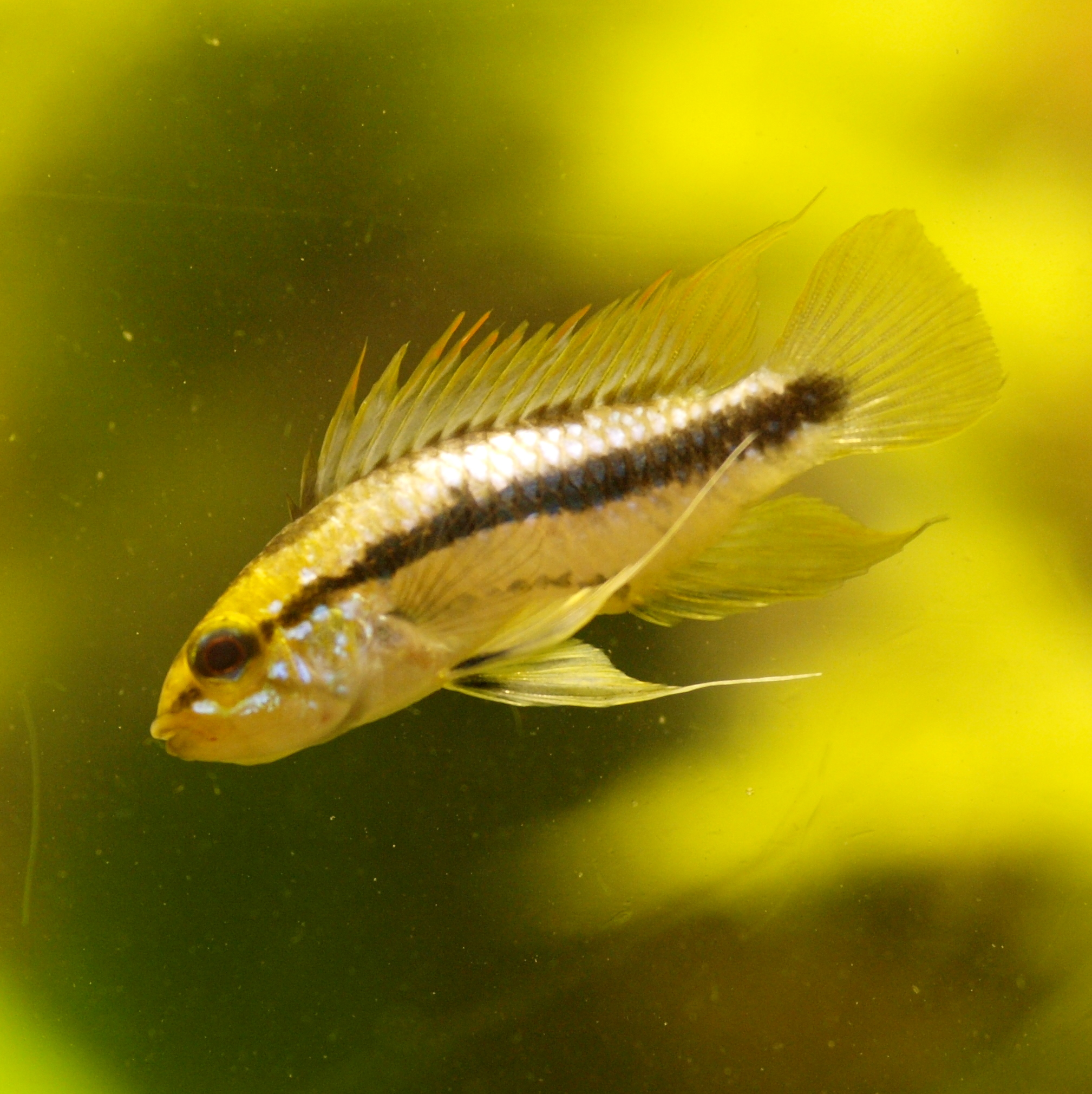